# Basket Racing Club Luxembourg
O Basket Racing Club Luxembourg, conhecido mais popularmente apenas como Racing Luxembourg, é um clube de basquetebol que disputa a Nationale 1 de Luxemburgo. Sua sede fica na cidade de Luxemburgo, Cantão de Luxemburgo e seus jogos são mandados no Stade Josy Barthel com capacidade para 1.000 espectadores.

## Títulos

### Nationale 1
- Campeão (3):1966-67, 1997–98, 1999-00

### Copa de Luxemburgo
- Campeão (1):2001

## Temporada por temporada
| Temporada | Nivel | Liga        | Pos. | Resultado |
| --------- | ----- | ----------- | ---- | --------- |
| 2011-12   | 2     | Nationale 2 | 6    |           |
| 2012-13   | 2     | National 2  | 4    |           |
| 2013–14   | 2     | Nationale 2 | 2    |           |
| 2013–14   | 1     | Nationale 1 | 8    |           |
| 2014–15   | 2     | Nationale 2 | 9    |           |
| 2014–15   | 1     | Nationale 1 | 11   |           |
| 2015–16   | 2     | Nationale 2 | 6    |           |
| 2016-17   | 2     | Nationale 2 | 1    | Promovido |
| 2016-17   | 1     | Nationale 1 | 11   |           |
| 2017-18   | 1     | Nationale 1 | 7    |           |
| 2018-19   | 1     | Nationale 1 | 5    |           |
| 2019-20   | 1     | Nationale 1 | 6º   |           |
| 2020-21   | 1     | LBBL        | 7º   |           |
| 2021-22   | 1     | LBBL        | 12º  | Rebaixado |
| 2022-23   | 2     | Nationale 2 | 4º   |           |
| 2023-24   | 2     | Nationale 2 | 4º   |           |
| 2024-25   | 2     | Nationale 2 | 1º   | Promovido |

fonte:eurobasket.com

## Ligações Externas
- Sítio da Federação Luxemburguesa
- Racing Luxembourg no eurobasket.com